# Loma Cheleque
Loma Cheleque es una localidad peruana ubicada en el distrito de Catacaos, perteneciente a la provincia y departamento de Piura, al norte del Perú. 

## Ubicación
Loma Cheleque se ubica al sur de la provincia de Piura, en el distrito de Catacaos, en el departamento de Piura.

## Demografía
En 2017 Loma Cheleque tenía una población de 1 habitante.
| Gráfica de evolución demográfica de Loma Cheleque entre 1993 y 2017 |
|                                                                     |
| Fuentes: Población 1993 y 2017                                      |